# 戀搞好朋友
《戀搞好朋友》（英語：Friends With Benefits）是一部在2011年上映的美國浪漫喜劇電影，由威爾·古拉克執導，並由歌手賈斯汀·添布力及米娜·古妮絲領銜主演。其他演員包括柏茜亞·奇力遜、珍娜·埃爾夫曼、布萊恩·加連保格、諾蘭·古德、李察·贊堅斯及活地·夏里遜。劇情圍繞在紐約相遇的迪倫與潔咪，他們倆於紐約市相識，他們天真的相信把性愛加入友情中並不會有問題。隨著時間的流逝，他們開始建立彼此之間深厚的相互感情，然而他們在一起的時候也否認這一點。
電影的主要拍攝從2010年4月—7月進行，為期三個月。在賈斯汀·添布力及米娜·古妮絲試鏡後不久，導演古拉克對原始劇本和劇情重新製作。拍攝工作於2010年7月20日在紐約市開始，並於2010年9月在洛杉磯結束。這部電影由幕寶電影公司發行，並於2011年7月22日在北美發行。《戀搞好朋友》普遍獲得影評人歡迎，他們大多讚揚男女主角之間的化學作用。電影在票房上取得了商業上的成功，全球票房超過$1.504億美元，對比其$3,500萬美元的製作預算。電影獲得兩項《人民選擇獎》的提名，包括「最喜歡的喜劇電影」及「最喜歡的喜劇電影女演員」（古妮絲），以及添布力和古妮絲的兩項《Teen材大獎》的獎項。

## 劇情
潔咪·雷利斯（米娜·古妮絲 飾）是紐約市一家領先的職業介紹所的行政招聘人員，而迪倫·哈珀（賈斯汀·添布力 飾）是洛杉磯一家小型互聯網公司的藝術總監。潔咪有一項工作是試圖招募迪倫到《瀟灑》面試，並開始在紐約市工作。迪倫來到紐約，後來他從潔咪那裡得知自己已獲邀加入《瀟灑》。他最初對這份工作持懷疑態度，並搬到紐約，在跟潔咪一起探索這座城市的有趣之夜後，迪倫最終同意接受這份工作。
翌日，潔咪向迪倫出示了合同給他簽署，這樣她就可以透過招募他而獲得佣金。人生路不熟的迪倫很快就跟多年來浮沈情海的潔咪建立了一段牢固的柏拉圖式友誼。一天晚上，他們開始談論性愛與人際關係的話題。他們得出的結論是，性愛不應該有太多的情感依戀。二人都感到需要一個物理連接，為了避免心靈受創，他們同意在沒有情感或承諾的情況下成為床伴。他們一起經過幾次嘗試之後，潔咪意識到這並不是她真正想要的，她想要的是再次約會。她告訴迪倫指他們需要停下來。
潔咪遇到了腫瘤學醫生帕克，並開始約會。在五個約會後，他們建立了完美的關係，直到第二天早上才分手。迪倫試圖同情並安慰她，建議她在7月4日的周末跟他一起到加利福尼亞探望家人。潔咪起初猶豫不決，但在迪倫的堅持下同意了。他們飛往洛杉磯，潔咪在那裡遇到迪倫的外甥森美、姐姐安妮和患有早期阿茲海默症的父親。在加利福尼亞期間，他們彼此之間開始發展出強烈的浪漫情感，並分享著熱情的吻，這導致他們不像以前跟別人分享過的親密的晚上。然而，潔咪於翌日偷聽到安妮跟迪倫之間的對話，安妮懷疑迪倫和傑米彼此喜歡上，儘管他堅持否認，並說跟潔咪約會對他來說太「攪成一團」了。受盡情傷的潔咪飛回紐約，迪倫在幾天後也回到紐約，試圖調解他與潔咪間的友誼，並找出她為何一直不理會他的因由。最終，迪倫在大廈的頂樓找到了潔咪，她告訴他指自己無意中聽到了他所說的一切，並跟他保持任何形式的友誼都沒有興趣。
此後不久，潔咪發現迪倫可能會在合同到期的那一年之前離開《瀟灑》到另一份工作，這會影響她的佣金。她在這方面與迪倫面對面談論，這導致了另一場爭論。雙方都開始努力尋求與自己的情感達成和解的靈魂搜索。潔咪跟她的母親洛娜在一起時，迪倫則透過電話跟安妮討論這個問題。他的姐姐告訴他，他們的父親將飛往紐瓦克，迪倫需要在機場接他。在機場期間，他的父親因阿茲海默症引起的混亂中，錯誤地將路人識別為過去認識的女人。迪倫問及他關於那個女人的事，恢復清醒的父親後來說那個在當海軍時遇到的女人是其「一生最愛」，他還說自己對年輕時讓她走的決定感到遺憾。迪倫的父親告訴他不要做同樣的事情，如果還有可能挽救這段感情的話，就跟潔咪和解。
在跟他父親說話之後，迪倫意識到自己對潔咪的真實感受，並決定去追回她；由於他以為她會去接媽媽，所以他打電話給潔咪的母親並找一個藉口讓潔咪到大中央總站。他安排在關站時間舉行一場快閃舞讓潔咪感到驚喜。當那時刻來到時，他趕上了潔咪，並告訴她自己的真實感受。這件事使潔咪感到驚訝且開心，潔咪讓他親她。在熱情的吻過後，迪倫建議現在就是他們第一次約會的時候了。他們穿過馬路到某咖啡廳，儘管他們試圖讓初次約會變得輕鬆隨意，然而電影以感性的擁抱和熱情的吻作結。

## 演員
- 賈斯汀·添布力 飾 狄倫·哈珀（Dylan Francis Harper Jr.），男主角。
- 米娜·古妮絲 飾 潔咪·雷利斯（Jamie Rellis），女主角。
- 伍迪·哈里遜 飾 湯美·布林格（Tommy Bollinger），《绅士季刊》體育編輯。
- 珍娜·艾夫曼 飾 安妮·哈珀（Annie Harper），狄倫的姐姐。
- 諾蘭·古德 飾 森美（Sammy），迪倫的外甥。
- 理查·詹金斯 飾 哈珀先生（Mr. Harper），狄倫的父親。
- 派翠西娅·克拉克森 飾 洛娜（Lorna），潔咪的母親。
- 布萊恩·加連保格 飾 派克（Parker），潔咪前男友，腫瘤學醫生，負心漢。
- 艾瑪·史東 飾 琪拉（Kayla），狄倫前女友（客串）。
- 安迪·山伯格 飾 昆西（Quincy），潔咪前男友（客串）。
- 岡政偉 飾 達林·阿特魯·莫雷納（Darin Arturo Morena），飛機上的乘客。
- 肖恩·懷特 飾 他自己，美國滑雪選手。

## 製作

### 發展

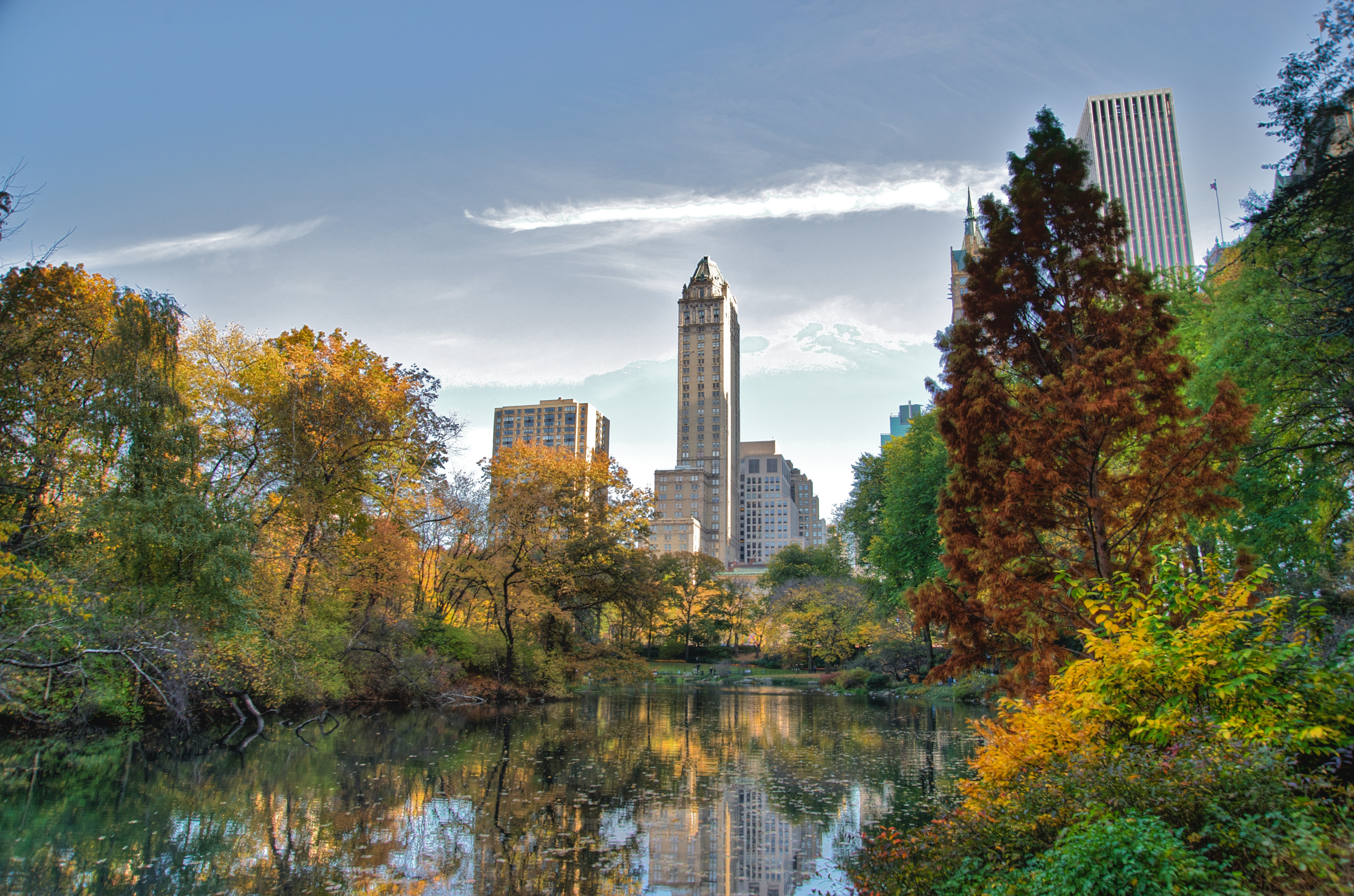
電影在紐約市多個區域的拍攝地點，包括中央公園（如圖）。

2010年4月，賈斯汀·添布力成為第一個簽約該項目的演員。米娜·古妮絲不久之後緊隨著他成為女主角。大約兩個月後，《綜藝》雜誌宣布由艾瑪·史東、派翠西娅·克拉克森、理查·詹金斯、伍迪·哈里遜、安迪·山伯格及珍娜·艾夫曼將會被安排加入電影中。拍攝開始三天後，布萊恩·加連保格加入使演員陣容得到完整。電影以肖恩·懷特、積臣·史格及拉希達·鍾斯的客串演出為特色。拍攝地點早於7月13日成立，主要攝影於2010年7月20日在紐約市的曼哈頓中城部分開始。拍攝於7月—8月初在中央公園和紐約其他地區繼續，隨後遷至加利福尼亞洛杉磯。
派拉蒙影業於導演伊萬·雷特曼為他的電影重新命名為《枕邊冇情人》後放棄了最初的抗議。後來幕寶電影公司以《戀搞好朋友》的名稱繼續該項目。同時，全國廣播公司正在開發具同名的情景喜劇，但該電影製作公司表示，由於其製作時間表的關係，他們沒有預期有問題出現。幕寶電影公司選擇加快製作，擔心他們會失去跟派拉蒙影業競逐的電影各稱。電影導演威爾·古勒在談到比較這兩部電影的挫敗感時，他說：「我希望它們之間有更多的空間。現在讓我感到討厭的是，別人說我們正在重製《枕邊冇情人》。我們並沒有把它重製。這兩部電影是同時製作的。」古勒在接受《新西蘭先驅報》的採訪時說，這兩部電影是不同的。女主角古妮絲也表達了類似的觀點，她說：「這只是兩部不同的電影。這個世界上...有那麼多故事你可以說。這只是其中之一。」
電影的首支預告片於2011年3月16日發行。該預告片隨後在YouTube上發布，並在48小時內吸引了超過100萬的瀏覽次數，成為當天觀看次數最多影片的第二位，以及在電影類別中觀看次數最多的視頻。隨後，對於《戀搞好朋友》的促銷活動有所增加，包括來自Facebook和Twitter的促銷視頻。添布力與古妮絲也登上《ELLE》雜誌的封面以支持電影。

### 創作
導演威爾·古勒表示，故事的概念始於他想跟古妮絲和添布力合作的想法，並解釋說他為兩位演員重新寫了劇本。隨著這些變化，古勒表示想吸引更多成年觀眾，並且他「也想製作更多關於性愛以及關係的成人電影」。他接著把《戀搞好朋友》的故事情節與嘉芙蓮·協賓與史賓沙·德利西之間的關係進行了比較。
在接受《電影在線》的訪問時，古勒進一步討論了電影的情節，稱《戀搞好朋友》將會在很大程度上跟年輕一代有關。他補充說：「他們在整部電影中對這些浪漫喜劇進行評論，並且在經歷故事情節時，他們意識到自己正處於浪漫喜劇故事中—就作為兩個不在電影中的普通人會對此發表評論。他們非常清楚自己在這個故事中......但他們最終擁抱著正在經歷浪漫喜劇時刻的事實。」添布力在接受《洛杉磯時報》的訪問時解釋說，他跟古勒擔任著《戀搞好朋友》的幽默和基調的作者。電影投入製作前，添布力與古妮絲為劇本進行了一個多月的製作。導演古勒帶同20頁劇本跟演員們見面，而三人會擊敗劇本，改變對白並捍衛著每個角色的視角。

### 配樂
2011年6月，電影公司宣布麥迪遜·蓋特唱片公司（Madison Gate Records）將發行電影專輯，當中收錄了15首歌曲。《戀搞好朋友》的專輯於2011年7月19日發行。
| 曲序     | 曲目                                                              | 时长  |
| -------- | ----------------------------------------------------------------- | ----- |
| 1.       | Magic Carpet Ride（Philip Steir Remix）（Steppenwolf）            | 3:29  |
| 2.       | L.O.V.（Fitz and The Tantrums）                                   | 3:41  |
| 3.       | Booty Call（G. Love & Special Sauce）                             | 3:28  |
| 4.       | New York, New York (FWB Remix)（Ray Quinn featuring Ultra Love）  | 2:20  |
| 5.       | Boys Don't Cry（Grant-Lee Phillips）                              | 3:47  |
| 6.       | Such a Colorful World（Max & Simon）                              | 2:14  |
| 7.       | Satellite（Peter Conway）                                         | 3:45  |
| 8.       | Let a Woman Be a Woman (And a Man Be a Man)（Dyke & the Blazers） | 3:12  |
| 9.       | At the Window（Double 0 Zero）                                    | 3:50  |
| 10.      | Love's Gonna Getcha（Tal & Acacia）                               | 3:05  |
| 11.      | Jump（Kris Kross）                                                | 3:17  |
| 12.      | This Too Shall Pass（Rogue Wave）                                 | 6:13  |
| 13.      | Tightrope（Janelle Monáe）                                        | 4:25  |
| 14.      | Take a Bow（Greg Laswell）                                        | 3:59  |
| 15.      | Closing Time（Semisonic）                                         | 4:34  |
| 总时长： | 总时长：                                                          | 52:39 |

## 發行
電影於2011年12月2日在美國推出DVD和藍光光碟，並於2012年2月6日在英國發行。

### 評價
《戀搞好朋友》普遍得到影評人的正面評價。在《爛番茄》網站上，電影根據171則評論，獲得69％的認可率，平均得分為6.2／10。該網站的關鍵共識寫道：「《戀搞好朋友》在破舊的浪漫喜劇公式中沒有新增任何新內容，然而賈斯汀·添布力與米娜·古妮絲之間的化學作用幾乎足以獨自完成整部電影。」在《Metacritic》上，電影根據37位影評人的意見，得分為63／100，表示著「普遍好評」。在《影院評分》中，觀眾在A+至F的評級中投票，電影的平均評分為「B+」。
《紐約時報》的曼諾拉·達吉斯稱讚《戀搞好朋友》的「輕快、迅速和有趣的喜劇」，並稱讚了男女主角之間的化學作用。《芝加哥太陽報》的羅渣·伊拔給這部電影三顆星，並評論了這部電影：「然而，並不是每個浪漫喜劇都擁有很好的對話，並且很快就能完成。」他補充說：「古妮絲在開場時以自己的方式快速講話，就好像她在引用《Juno少女孕記》一樣，而添布力很容易就跟上。在某些基本層面來說，我只是喜歡看他們。」《綜藝》的彼得·德布魯格（Peter Debruge）發現該情節是可預測的和良性的；然而，他讚賞劇組，稱古妮絲為「自然的喜劇演員」，而添布力則「散發出韋·史密夫為首的那種星光」。同樣，沙龍網站的安德魯·奧赫希爾（Andrew O'Hehir）斷言，儘管這部電影的結論令人失望，但儘管如此這仍然是「夏季分流的獎勵」。《衛報》的作者彼得·布拉德肖對這部電影反應負面，表示「觀看它並無好處」。布拉德肖給這部電影評為1／5顆星。
《每日電訊報》的蘇赫傑夫·桑杜（Sukhdev Sandhu）感到添布力與古妮絲合作時擁有了自己的一面。總結他的評論，桑杜給《戀搞好朋友》3／5顆星。《洛杉磯時報》的貝茜·夏基（Betsey Sharkey）稱讚電影中的演譯，認為「這把許多自然的生活帶到聚會。」《荷里活報道》的米高·雷赫特沙芬（Michael Rechtshaffen）給該片正面的評價，指添布力與古妮絲之間存在著「觸手可及的化學作用」。《娛樂週刊》的歐文·格里伯曼（Owen Gleiberman）給電影「B-」評分，他驚嘆於自己很喜歡這部電影，但他覺得那是矛盾的。
《時代雜誌》的瑪麗·波爾斯（Mary Pols）為這部電影鼓掌，並寫道，儘管情節是可以預料的，但該電影「透過充滿活力的對話和男女主角之間的性化學作用而提升，事實上缺乏溝通來保持幸福感......似乎是合理的。」《波士頓環球報》的記者泰伯（Ty Burr）認為這部電影「就如魔咒」。他補充說，它主要控制著躁狂的能量，而且它能毫無拘束地發揮甩油公式的作用—這幾乎完全是歸功於兩位主角。《E!》的彼得·帕拉斯（Peter Paras）也表達了類似的觀點，他給了「B級」評分，並認為這部電影是長期以來最佳的浪漫喜劇片。《國家郵報》的梅麗莎·梁（Melissa Leong）說：「儘管電影在荷李活童話中被大肆抨擊，......格魯克都堅持著這公式。」

### 主題
根據《紐約時報》的報導，《戀搞好朋友》的電影「講述了社交網絡時代的愛情與性愛，其中一部分是通過談論自己的類型來獲得其生動有趣和特殊味道的東西。電影的設置很熟悉，也是基本要素：一個單身男人和一個單身女人，兩顆飽受摧殘的心，一雙有彈性，渴望，漂亮的身體...電影的前提是它的角色，和厭倦了浪漫喜劇陳詞濫調的你，他們可能會暗中，或是不那麼偷偷地崇拜。」藥物成癮的專家德魯·平斯基認為這部電影的中心人物都是由電影中的單親父母撫養的，「他們開始尋找解決問題的方法，因為他們從未得到過從養育可親的父母那裡發展出情感世界的機會。他們很快被父母親化並成為照顧者，而照顧是『去找一個破碎的人』並試圖修復他們。」他進一步補充說，「愛上癮並此後幸福快樂地生活下去作結」這並非一個好消息。
添布力補充說，《戀搞好朋友》是一部「我們這一代人的電影；在25—30歲之間的人們正處於他們生活中的不同部分。他們不確定自己會接受哪種承諾，或是他們餘生將要做些甚麼」。

### 票房
《戀搞好朋友》於2011年7月22日在北美的2,926個影院上映。電影於開畫日收得$6,801,594美元，然後在開畫周末共賺得$18,622,150美元，最終在票房排名第三，僅次於《美國隊長：復仇者先鋒》及《哈利波特：死神的聖物Ⅱ》。電影在美國和加拿大的票房收入為$5,580萬美元。
這部電影在國際上也取得了類似的成功。在澳洲，該片於2011年8月18日首映，開畫周末的收入為$240萬美元，超越了《綠燈俠》成為票房排行榜的首位。電影在2011年9月擴展到歐洲。在上映首個周末，它在超過20個地區的票房收入達$1,060萬美元。《戀搞好朋友》於法國排名第一，以$180萬美元的票房開始。電影於英國及德國的表現最高，它在上映後的首個周末就分別獲得$310萬美元和$260萬美元的票房。到了9月中旬，這部電影在國際上的票房已超過$2,960萬美元。電影的全球總票房超過$1.504億美元，其國際票房為$9,460萬美元。

## 獎項
| 獎項             | 類別                     | 候選           | 結果 |
| ---------------- | ------------------------ | -------------- | ---- |
| 2011年Teen材大獎 | 天才夏日電影明星：男演員 | 賈斯汀·添布力  | 提名 |
| 2011年Teen材大獎 | 天才夏日電影明星：女演員 | 米娜·古妮絲    | 提名 |
| 2012年人民選擇獎 | 最喜愛的喜劇電影         | 《戀搞好朋友》 | 提名 |
| 2012年人民選擇獎 | 最喜歡的喜劇電影女演員   | 米娜·古妮絲    | 提名 |
| 2012年倫勃朗獎   | 最佳外國女演員           | 米娜·古妮絲    | 提名 |